# Elephas maximus rubridens
El elefante chino, también llamado elefante de colmillos rosados (Elephas maximus rubridens), es una de las dos subespecies extintas del elefante asiático. Se extinguió en el siglo XV d. C. Su descripción científica ocurrió en el año 1950 y fue efectuada por el zoólogo esrilanqués Paules Edward Pieris Deraniyagala (1900-1976).

## Distribución
Vivía en el centro y sur de China, en la península de Leizhou y la provincia de Guangxi, llegando incluso a sectores del norte de China hasta el norte de Anyang, y Henan.

## Extinción
Los artistas antiguos utilizaban sus colmillos para hacer esculturas de marfil, siendo esta práctica tan intensa que la población se redujo drásticamente hasta finalmente llegar a su total extinción. El último avistamiento ocurrió en la provincia de Guangxi, en el suroeste de China.
Probablemente se haya extinguido en el período comprendido entre el año 1400 y el 1530 d. C.
El elefante asiático sobrevivió en las provincias del suroeste de China después de la extinción del elefante chino, pero representado por una subespecie diferente, el elefante indio (Elephas maximus indicus).

## Descripción
Este elefante es descrito en fuentes chinas como de color muy oscuro y colmillos de un color ligeramente rosado. 

## Taxonomía
Es considerado como un sinónimo de Elephas maximus indicus por algunos autores.